# 톰 휴스
톰 휴스(Tom Hughes, 1985년 4월 18일 ~ )는 잉글랜드의 배우이다.

## 출연 작품

### 영화
- 어바웃 타임 (2013)
- 마담 (2017)
- 레드 조안 (2018)
- 인피니트 (2021)

### 텔레비전
- 빅토리아 (2016-19) - 영국 여왕 부군 앨버트 역